# Turriaco
Turriaco is een gemeente in de Italiaanse provincie Gorizia (regio Friuli-Venezia Giulia) en telt 2548 inwoners (31-12-2004). De oppervlakte bedraagt 5,3 km², de bevolkingsdichtheid is 487 inwoners per km².

## Demografie
Turriaco telt ongeveer 1113 huishoudens. Het aantal inwoners steeg in de periode 1991-2001 met 12,7% volgens cijfers uit de tienjaarlijkse volkstellingen van ISTAT.
| Jaar | Inwoneraantal |
| ---- | ------------- |
| 1991 | 2163          |
| 2001 | 2437          |

## Geografie
De gemeente ligt op ongeveer 12 m boven zeeniveau.
Turriaco grenst aan de volgende gemeenten: Fiumicello (UD), Ruda (UD), San Canzian d'Isonzo, San Pier d'Isonzo.
Capriva del Friuli · Cormons · Doberdò del Lago · Dolegna del Collio · Farra d'Isonzo · Fogliano Redipuglia · Gorizia · Gradisca d'Isonzo · Grado · Mariano del Friuli · Medea · Monfalcone · Moraro · Mossa · Romans d'Isonzo · Ronchi dei Legionari · Sagrado · San Canzian d'Isonzo · San Floriano del Collio · San Lorenzo Isontino · San Pier d'Isonzo · Savogna d'Isonzo · Staranzano · Turriaco · Villesse
1. ↑  https://demo.istat.it/?l=it.